# Agrippa (Albe la Longue)
Pour les articles homonymes, voir Agrippa.
Agrippa était un descendant d'Énée et roi d'Albe la Longue, la capitale du Latium, au sud-est de Rome. Il a été inscrit dans la liste légendaire des rois d'Alba Longa à l'époque d'Auguste. Il est vraisemblable que cela a été fait pour donner du prestige à l'ami et gendre d'Auguste Agrippa. Il était le trisaïeul de Numitor, grand-père des fondateurs de Rome, Romulus et Rémus.
Agrippa apparaît dans les listes des rois d'Albe données par Tite-Live, Denys d'Halicarnasse, Diodore de Sicile et Appien. Chez tous ces auteurs, il est le fils et successeur de Tiberinus ou Tiberius. Selon Denys d'Halicarnasse, il a régné 41 ans.